# 脓疮草属
脓疮草属（学名：Panzeria）是唇形科下的一个属，为多年生草本植物。该属共有约7种，分布于亚洲中部的沙漠或沙漠草原地区。